# Abbazia di Ebersberg
L'ex abbazia di Ebersberg è stata per quasi sei secoli un'abbazia dell'ordine benedettino a Ebersberg, in Alta Baviera, nell'ex diocesi di Frisinga. Fu fondato come monastero di canonici agostiniani e in seguito divenne sede dei Gesuiti, poi dell'Ordine di Malta.

## Storia
Il monastero dedicato a Maria e san Sebastiano fu fondato nel 934 sul sito del castello di Ebersberg da Eberardo e Adalpero, conti di Sempt. Dal 934 al 1013 fu un monastero di canonici agostiniani, mentre dal 1013 al 1595 fu un monastero benedettino. Durante un viaggio a Roma, Hunfried, il primo prevosto agostiniano, ricevette da papa Stefano VIII una parte del cranio di san Sebastiano, che divenne la base di un lucroso pellegrinaggio per il monastero per curare la peste, allora molto diffusa.
I benedettini giunsero al monastero nel 1013 da Sant'Ulrico ad Augusta attraverso il conte Ulrico di Ebersberg. L'abate Guglielmo di Ebersberg è considerato uno dei più grandi riformatori della storia del monastero grazie alla sua riorganizzazione della situazione economica e della scuola di scrittura. Il monastero aveva un'ampia gamma di proprietà e relative rendite che si estendevano fino alla regione alpina, ad esempio ci sono testimonianze di proprietà di Ebersberg a Bolzano alla fine dell'XI secolo.
Il monastero fu sciolto da papa Clemente VIII nel 1595 e gli edifici furono consegnati ai Gesuiti. Ciò avvenne su istigazione del duca Guglielmo V, il quale prese a pretesto la diminuzione della disciplina monastica e le finanze del monastero in frantumi a causa della Riforma. Verso la fine del XVI secolo, il numero di monaci appartenenti al monastero era sceso a soli cinque. Nel monastero vivevano sei monaci insieme all'amministratore, che furono trasferiti al monastero di Mallersdorf quando questo fu sciolto. Due monaci erano già stati puniti dal duca Guglielmo. L'ordine dei gesuiti fu sciolto nel 1773 e un grande incendio distrusse alcune parti del complesso nel 1781. Nel 1808 il Gran Priorato fu sciolto e gli edifici del monastero passarono in parte allo Stato e in parte a privati. Fino al 1974, una parte del monastero ospitava la fabbrica di birra del castello di Ebersberg, menzionata per la prima volta in un documento del 1400. Grazie ai notevoli investimenti della famiglia Schmederer di Monaco di Baviera, questo birrificio era uno dei più moderni dell'Alta Baviera e uno dei più importanti datori di lavoro di Ebersberg all'inizio del XX secolo.
Oggi gli edifici del monastero ospitano l'ufficio delle imposte e l'amministrazione del birrificio del castello di Ebersberg, che è stato riaperto nel 2019. La chiesa del monastero di San Sebastiano è una chiesa parrocchiale cattolica

## Cronotassi dei prevosti e degli abati
Prevosti del monastero dei canonici agostiniani (934–1013)
- Huntfried
- Dietger
- Meginpold
- Gunther

Abati del monastero benedettino (1013–1595)
- Reginbaldo (1013–1024)
- Altmann (1024–1045)
- Etich (1045–1047)
- Egpert (1047)
- Guglielmo di Ebersberg (1048–1085)
- Rupert I (1085–1115)
- Adalbero (1115–1117)
- Haertwich (1118–1124)
- Heinrich I (1124–1146)
- Gebolf (1146–1152)
- Heremann (1153–1164)
- Heinrich II (1164)
- Rupert II (1164–1177)
- Isengrim (1177–1183)
- Conrad I (1183–1184)
- Burkard (1184–1202)
- Wirnto (1202–1216)
- Ulrich I (1217–1231)
- Conrad II Creuling (1231–1247)
- Heinrich III Stöckl (1247–1260)
- Ulrich II (1260–1261)
- Heinrich IV (1261–1276)
- Konrad III (1276)
- Eberhard I (1276–1284)
- Peter Khuenberger (1284–1286)
- Ulrich Moser (1286–1297)